# Gouvernement Darbinian
Arménie
Kotcharian V. Sargsian
Le gouvernement Darbinian est le gouvernement de l'Arménie du 10 avril 1998 au 15 juin 1999.

## Majorité et historique
Il s'agit du gouvernement formé par Armen Darbinian,. 
Il est soutenu par le Parti républicain d'Arménie, le Parti communiste arménien et la Fédération révolutionnaire arménienne.

## Composition

### Initiale
- Les nouveaux ministres sont indiqués en gras, ceux ayant changé d'attributions en italique.

| Poste                                               | Titulaire | Titulaire            | Parti |
| --------------------------------------------------- | --------- | -------------------- | ----- |
| Premier ministre                                    |           | Armen Darbinian      | Sans  |
| Ministre de l'Administration territoriale           |           | David Zadoian        | ANM   |
| Ministre de l'Agriculture                           |           | Vladimir Movsisian   | Sans  |
| Ministre des Affaires étrangères                    |           | Vartan Oskanian      | HHK   |
| Ministre de la Culture                              |           | Roland Charoian      | FRA   |
| Ministre du Commerce et de l'Industrie              |           | Garnik Nanagoulian   | Sans  |
| Ministre de la Défense                              |           | Vazgen Sargsian      | HHK   |
| Ministre du Développement urbain                    |           | Aram Haroutiounian   | HHK   |
| Ministre de l'Éducation et des Sciences             |           | Levon Mkrtchian      | FRA   |
| Ministre des Finances et de l'Économie              |           | Edouard Sandoian     | Sans  |
| Ministre de l'Énergie                               |           | Gagik Martirosian    | Sans  |
| Ministre de la Gestion de l'État                    |           | David Vardanian      | Sans  |
| Ministre de l'Agriculture                           |           | Haïk Aroutyounian    | Sans  |
| Ministre de la Justice                              |           | Davit Haroutounian   | HHK   |
| Ministre de l'Environnement                         |           | Sarkis Chakhazizian  | Sans  |
| Ministre de l'Intérieur et de la Sécurité nationale |           | Serge Sarkissian     | Sans  |
| Ministre du Plan urbain et de la Construction       |           | Félix Piroumian      | Sans  |
| Ministre de la Privatisation                        |           | Pavel Ghaltakhchian  | Sans  |
| Ministre des Revenus d'État                         |           | Smbat Ayvazian       | HHK   |
| Ministre de la Santé                                |           | Gagik Stamboltsian   | Sans  |
| Ministre des Postes et des Communications           |           | Artak Vardanian      | Sans  |
| Ministre des Réformes structurelles et économiques  |           | Vahran Avanesian     | HHK   |
| Ministre des Statistiques                           |           | Stepan Mnatsakanian  | Sans  |
| Ministre des Transports                             |           | Yervand Zakarian     | HHK   |
| Ministre de la Sécurité sociale                     |           | Gagik Yeganian       | Sans  |
| Ministre des Affaires d'urgences                    |           | Chagen Karamanoukian | HHK   |

### Remaniement de mars 1999
- Les nouveaux ministres sont indiqués en gras, ceux ayant changé d'attributions en italique.

| Poste                                               | Titulaire | Titulaire           | Parti |
| --------------------------------------------------- | --------- | ------------------- | ----- |
| Premier ministre                                    |           | Armen Darbinian     | Sans  |
| Ministre de l'Administration territoriale           |           | David Zadoian       | ANM   |
| Ministre de l'Agriculture                           |           | Vladimir Movsisian  | Sans  |
| Ministre des Affaires étrangères                    |           | Vartan Oskanian     | HHK   |
| Ministre de la Culture                              |           | Roland Charoian     | FRA   |
| Ministre du Commerce et de l'Industrie              |           | Hayk Kevorkian      | Sans  |
| Ministre de la Défense                              |           | Vazgen Sargsian     | HHK   |
| Ministre du Développement urbain                    |           | Aram Haroutiounian  | HHK   |
| Ministre de l'Éducation et des Sciences             |           | Leonid Hakobian     | HKK   |
| Ministre des Finances et de l'Économie              |           | Edouard Sandoian    | Sans  |
| Ministre de l'Énergie                               |           | Meruzhan Mikaelian  | Sans  |
| Ministre de la Gestion de l'État                    |           | David Vardanian     | Sans  |
| Ministre de l'Agriculture                           |           | Haïk Aroutyounian   | Sans  |
| Ministre de la Justice                              |           | Davit Haroutounian  | HHK   |
| Ministre de l'Environnement                         |           | Gevrog Vardanian    | Sans  |
| Ministre de l'Intérieur et de la Sécurité nationale |           | Serge Sarkissian    | Sans  |
| Ministre du Plan urbain et de la Construction       |           | Félix Piroumian     | Sans  |
| Ministre de la Privatisation                        |           | Pavel Ghaltakhchian | Sans  |
| Ministre des Revenus d'État                         |           | Smbat Ayvazian      | HHK   |
| Ministre de la Santé                                |           | Hayk Nikosian       | Sans  |
| Ministre des Postes et des Communications           |           | Artak Vardanian     | Sans  |
| Ministre des Réformes structurelles et économiques  |           | Vahran Avanesian    | HHK   |
| Ministre des Statistiques                           |           | Stepan Mnatsakanian | Sans  |
| Ministre des Transports                             |           | Yervand Zakarian    | HHK   |
| Ministre de la Sécurité sociale                     |           | Gagik Yeganian      | Sans  |